# Система (организованная преступная группировка)
«Система», банда братьев Ларионовых, ОПГ братьев Ларионовых — одна из самых крупных и высокоорганизованных ОПГ начала 1990-х годов, действовавших на Дальнем Востоке.

## Предыстория
Во главе ОПГ стояли родные братья Александр Петрович Ларионов (1955—1993) и Сергей Петрович Ларионов (1959—2000). 
Братья Ларионовы окончили Дальневосточный политехнический институт. Уже там они зарекомендовали себя как общественники и активисты. Впоследствии они занимали ряд ответственных комсомольских постов.
Объявленная в конце 1980-х годов перестройка послужила началом кооперативного движения. Одними из первых в эту гонку включились и братья Ларионовы. Они организовали свой собственный кооператив, занимавшийся импортом и продажей на территории СССР подержанных автомобилей из соседней Японии. Дело быстро пошло в гору, и уже через год Ларионовы стали владельцами около 10 предприятий.
Одним из таких предприятий было агентство недвижимости «Клобук», занимавшееся тем, что заключало договоры на пожизненное содержание в обмен на завещание жилплощади с одинокими пенсионерами, а затем эти старики бесследно исчезали.

## Деятельность ОПГ

### Формирование ОПГ
Очень скоро предметом интереса Ларионовых стала находящаяся во Владивостоке крупнейшая рыболовецкая компания «Востоктрансфлот», которая была выставлена на аукцион в середине 1992 года в связи с приватизацией. Компания включала в себя большую морозильную флотилию, десятки транспортных и ремонтных судов, а также мощную береговую социальную базу. Ларионовы пожелали владеть сразу всем контрольным пакетом. Для начала они решают создать при «Востоктрансфлоте» надёжную систему безопасности.
Братья создали охранный кооператив «Румас», куда набрали высокоподготовленных солдат из воинской части специального назначения, расквартированной неподалёку от Владивостока. Солдаты, проходившие в ней службу, имели навыки разведывательной и диверсионной работы, прошли специальную волевую и психологическую подготовку. Рекрутам кооператива обещались в течение года собственная квартира и легковой автомобиль.
Структура Ларионовых существенно отличалась как от охранной фирмы, так и от любой другой ОПГ. При «Румасе» существовали специальные подразделения разведки и контрразведки, аналитический центр и бригада «спецназа», которые, например, собирали информацию о приморских уголовных авторитетах, сотрудниках милиции, политиках на предмет возможного сотрудничества с ними. ОПГ братьев Ларионовых была сформирована практически по образцу спецслужб.
Скоро Ларионовы поняли, что без помощи профессионалов им не обойтись. Летом 1992 года в ОПГ вошёл один из бывших руководителей Разведывательного управления Тихоокеанского флота капитан первого ранга Владимир Полубояринов, который стал её главным консультантом. В послужном списке Полубояринова было удачное проведение ряда разведывательных операций, в том числе и за пределами СССР. В характеристиках он отмечался как высокий профессионал, однако при этом подчёркивалось, он имел своенравный характер. Законом ОПГ братьев Ларионовых стала известная поговорка: «Вход рубль, выход — два».
Лекции по основам разведывательной и контрразведывательной деятельности членам банды читал другой (действующий) офицер управления военной контрразведки Тихоокеанского флота по фамилии Зубов.
Одним из лучших учеников Полубояринова стал бывший солдат той самой воинской части спецназа Вадим Гольдберг, которого Ларионовы назначили главным разведчиком ОПГ. Разведдеятельности обучались все её члены. Ими выполнялись контрольные работы, в срок сдавались зачёты и экзамены. Всё это было лишь подготовкой к началу деятельности ОПГ.

### Начало деятельности
В конце 1992 года во Владивостоке появился уголовный авторитет Василий Чехов. Воры в законе, которых на Дальнем Востоке было очень много, предполагали его сделать куратором (так называемым «положенцем») ОПГ братьев Ларионовых и их предприятий. Ларионовы делиться ни с кем не собирались. Чехова и Шмидта, его компаньона, похитили два специально нанятых милиционера, отвезли на окраину Владивостока и передали людям Ларионовых. Они хладнокровно расстреляли обоих, затем сожгли и закопали их тела.
Параллельно начала свою деятельность и другая служба ОПГ — контрразведка. После вызова одного из её членов Алексея Левады в милицию его заставили пройти проверку на детекторе лжи. Получив, по мнению Ларионовых, неудовлетворительные результаты теста, Леваду и его приятеля задушили и закопали на шлакоотвале местной ТЭЦ. Впоследствии, чтобы найти тела, пришлось снять десятки метров грунта.

### Приватизация «Востоктрансфлота»
Операция по приватизации «Востоктрансфлота» была тщательно разработана Сергеем Ларионовым, являвшимся мозговым центром ОПГ. Заранее был определён и список лиц, которые должны были выкупить акции предприятия. В списке значились не только люди Ларионовых, но и подставные лица, и, для видимости законности, несколько сотрудников пока ещё государственной компании. Ряд банков предоставили братьям специальные кредиты.
В день начала аукциона сотрудники «Румаса» оцепили здание и пропускали внутрь лишь людей из списка. В результате через пять дней, вместо положенных по закону двух месяцев, «Востоктрансфлот» стал акционерным обществом с уставным капиталом в несколько десятков миллионов долларов.
Однако не все оказались удовлетворены результатами аукциона. Один из приморских коммерсантов Владимир Захаренко попытался привлечь внимание общественности к незаконной приватизации. Ликвидацию Захаренко поручили главному наёмному убийце ОПГ Михаилу Соколову. Соколов метнул в Захаренко гранату, однако тот чудом остался жив.
В ночь на 14 апреля 1993 года по приказу Ларионовых мощным зарядным устройством выл взорван жилой шестиэтажный дом № 19 по Сахалинской улице. В результате взрыва погибли 4 человека и около 10 были ранены. Часть дома, где был эпицентр взрыва была разрушена, однако вскоре дом был восстановлен от его последствий. Бандиты покушались на крупного предпринимателя и уголовного авторитета Владимира Петракова, жившего в этом доме. В течение месяца за его квартирой наблюдали. Затем Соколов и двое его коллег спустили на верёвке с крыши дома ведро с тротилом, раскачали его и забросили в окно квартиры Петракова. Соколов замкнул контакты, что привело к взрыву, но и Петраков чудом остался жив. Погибли случайные люди.

## Заговор
Весной 1993 года в заброшенной угольной шахте были обнаружены тела Владимира Полубояринова и его сына. Ларионовы уже давно замечали странности в поведении своего консультанта. Гольдберг, войдя в доверие к Полубояринову, выведал у него, что тот планирует уничтожить Ларионовых и взять управление «Востоктрансфлотом» в свои руки. Соколов с сообщниками убили Полубояринова и его сына, купили за него по поддельным документам билеты до Хабаровска и, пройдя предполётный контроль, тайно покинули взлётное поле.
Однако вскоре в ОПГ начала нарастать внутренняя напряжённость. Шло время, а рядовые члены группировки продолжали получать свою прежнюю зарплату, например, Соколов, ставший к тому моменту главным киллером ОПГ, продолжал получать 250 долларов в месяц, даже несмотря на специфику своей работы и то, что ОПГ сильно расширилась в финансовых возможностях. Эти настроения вовремя уловил Гольдберг. Понимая, что следующим убитым может стать он сам, Гольдберг подговорил ещё семерых членов ОПГ, практически все из которых были его сослуживцами, уничтожить Ларионовых. Заговорщики разбились на две группы. Одна должна была уничтожить Александра, другая — Сергея Ларионова. Через несколько дней недавние подчинённые схватили Александра Ларионова, увезли за город и убили.
Сергей Ларионов оказался дальновиднее. Он с оставшимися верными ему людьми сам захватил Гольдберга и поставил ему условие — ему сохраняют жизнь, а он выдаёт всех заговорщиков. Гольдберг выполнил условие. Менее чем за сутки Ларионов и его люди захватывают шестерых заговорщиков и сажают их в бетонный подвал гаража. Для них он придумал мучительную казнь — подведя шланги от баллонов с углекислотой в подвал, устроил заговорщикам газовую камеру. Тела раздели, замотали в рыбацкую сеть, вывезли в открытое море и сбросили в Амурском заливе. Спустя день отдельно был казнён и утоплен и последний заговорщик. Впоследствии было обнаружено лишь его тело. Ларионов выполнил своё обещание сохранить жизнь Гольдбергу.

## Арест и следствие
14 января 1994 года было возбуждено уголовное дело по факту исчезновения 9 сотрудников охранного кооператива «Румас». 15 января в офисе Сергея Ларионова был проведён обыск. Там было обнаружено огромное количество специальной техники иностранного производства для разведывательной деятельности: устройства для прослушивания переговоров по телефону и на расстоянии, устройства радиоперехвата, детектор лжи и прочее. На конспиративной квартире, ключи от которой нашли в том же офисе, было обнаружено большое количество оружия — автоматы Калашникова, снайперская винтовка, пистолеты различных систем, ящики с гранатами, патроны ко всем видам оружия, около 60 килограммов тротила. В тот же день Сергей Ларионов, Вадим Гольдберг, Михаил Соколов и их сообщники были арестованы.
Ввиду исключительной важности дела его расследование поручили следственной бригаде при Генеральной прокуратуре России. Обвиняемые, кроме Ларионова, поначалу охотно давали показания, показывали места совершения преступлений.

## Суд
В день предъявления обвинения участникам ОПГ все подследственные отказались от своих показаний. Они держали связь между собой по «тюремной почте».
В апреле 1995 года следственная бригада завершила расследование дела, предъявив Ларионову и 10 его сообщникам обвинения в создании бандитской группировки, на счету которой 18 убийств.
14 января 2000 года Приморский краевой суд после долгих слушаний вынес приговор. Гольдберг и Соколов были приговорены к максимальному по старому УК РСФСР наказанию — 15 годам лишения свободы, остальные члены банды — от 5 до 12 лет. Сергей Ларионов не дожил до суда — его убил ударом заточки по пути на допрос рецидивист Евгений Даниленко по кличке «Жорж» (предположительно, по заказу Гольдберга).
Незадолго до смерти Сергея Ларионова неизвестные совершили покушение на его жену. В квартире сработало взрывное устройство, и лишь по счастливой случайности женщина не пострадала. А вскоре после гибели Ларионова двумя выстрелами из пистолета с глушителем была убита его адвокат и крёстная мать Надежда Самихова. Кто расправился с адвокатом и пытался убить жену Ларионова, так и осталось невыясненным.